# Lamprosema pseudoranalis
Lamprosema pseudoranalis là một loài bướm đêm trong họ Crambidae.